# 尾崎巌
尾崎 巌（おざき いわお、1927年5月18日 - 2008年5月11日）は、日本の経済学者。慶応義塾大学経済学部名誉教授。専門は計量経済学。環太平洋産業連関分析学会の初代会長(1998-1999年)を務めた。

## 学歴
- 1943年 - 大阪北野中学(旧制)卒業[2]
- 1945年10月 - 海軍兵学校卒業(第75期)[2]
- 1950年3月 - 慶應義塾大学法学部卒業[3]。
- 1953年3月 - 慶應義塾大学経済学部大学院(旧制)修了[3]。指導教授は寺尾琢磨[4]。
- 1968年3月 - 同大学より経済学博士の学位を取得[3][5]。

## 職歴
慶応義塾大学経済学部副手・助手・助教授を経て、1968年慶応義塾大学経済学部教授，1965年-1966年にロックフェラー財団訪問研究員としてハーバード大学に滞在，慶応義塾大学産業研究所所長(1981-1987年)、日本経済データ開発センター研究所所長兼任(1970年-1972年)、早稲田大学大学院経済学研究科講師兼任(1972年-1989年)、京都大学経済研究所講師兼任(1980年-81年)、慶應義塾大学名誉教授(1992年-)。尾崎と辻村江太郎と小尾恵一郎は慶応大学の計量経済学・統計学の三羽烏と呼ばれた．学外委員として経済企画庁経済審議会計量部会委員(1966年-1989年)、通商産業省産業構造審議会産業資金部会委員などを務めた。1989年には，宍戸駿太郎，筑井甚吉と共に，中山素平（元経済同友会代表幹事）ら財界の協力を得て、環太平洋産業連関分析学会設立に尽力し，設立後は初代会長を務めた。

## 主な学術業績とその影響
日本の基本分類産業連関表(1960年、1965年、450×350部門表)を用い、高成長経済に随伴する経済構造変化の基本的要因を計量的に解明すべく、素材別部門間投入経路を詳細に追跡し再配列することでブロック独立性と三角性を同定した。
尾崎が精力的に取り組んでいたもう一つの課題が事業所個票データを用いた生産関数の計量経済学的同定である。尾崎の研究を特徴付けたのが、教科書的な生産関数と異なり、価格代替効果を含まず相似性(生産量が変化しても投入物間の比率は変わらない)も仮定しない「尾崎型生産関数」の応用であった。上の二つの研究成果を統合し、経済発展の実証モデルを構築するのが尾崎のライフワークであった

。ワシリー・レオンチェフは尾崎に最も大なる影響を与えた経済学者である。尾崎が指導した大学院門下生で研究者となった人物には、井原哲夫(慶応義塾大学名誉教授)、石田孝造(立正大学名誉教授)、清水雅彦(慶応義塾大学名誉教授)、中村愼一郎(早稲田大学名誉教授)、赤林由雄(慶応義塾大学経済学部講師)、鷲津明由(早稲田大学社会科学部教授)等がある。
尾崎の著作・論文は殆どが和文であるので、その直接的な国際的認知度は限られている(これは大半の日本人経済学者/エコノミストに当て嵌まる事実である)。然るに、中村愼一郎は尾崎の名を冠した一般的費用関数形 The Generalized Ozaki Cost Function を国際学術誌に発表している。更に、尾崎が考案した「単位構造系」に着目して、産業エコロジー分野で用いられている Materlla Flow Analysis (MFA)の手法としてUPIOM (Unit Physical Input-Output of Materials)をやはり国際学術誌に発表している。

## 家族
夫人は歌人の尾崎左永子。同夫人との間に一女。